# فلوریزل گلسپول
سر فلوریزل گلسپول (انگلیسی: Sir Florizel Glasspole)؛ زادهٔ ۲۵ سپتامبر ۱۹۰۹ – درگذشتهٔ ۲۵ نوامبر ۲۰۰۰) یک سیاست‌مدار اهل جامائیکا بود. وی فرماندار کل جامائیکا از ۲۷ ژوئن ۱۹۷۳ تا ۳۱ مارس ۱۹۹۱ بود.